# Български хусарски полк
Български хусарски полк (на руски: Болгарский гусарский полк) е името на 2 хусарски военни формирования с участие на българи в Руската империя през втората половина на XVIII век.
През 1740 г. руската императрица Анна Ивановна издава „Проглас“, отправен към всички сърби, българи и власи, които живеели в Свещената Римска империя. С него тя им предлага да се включат в започващите да се сформират хусарски полкове в руската войска. Подобен документ издала по-късно и руската царица Екатерина II. С него тя заявявала готовността на Русия да даде на всички християни преселници от Османската империя земя, където пожелаят в границите на Руската империя. Същевременно Колегията по външните дела на Руската империя започнала да изпраща емисари на Балканите, които агитирали местното население да се изсели за да се установи в Русия. Всички, които избрали пътя на преселение, били установявани най-вече в южните граници на Руската империя. Там те били включвани в редовната руска войска.
Така през 1753 г. били формирани Първия български полк, в който служели българи от Украйна, както и българи и небългари – преселници от Балканите, Унгария, Влашко и Молдова. През 1759 г. е формиран Македонски хусарски полк, съставен от българи и власи от Македония. Те били формирани със заповед на един командир – майор Симеон Пишчевич. Първоначално били дислоцирани в областта Манжей, а по-късно Българският хусарски полк се установил в района на Миргород. Войниците са поставени в тежки материални условия и често дезертират, обикновено към Запорожката Сеч. През 1762 година Българският полк е присъединен към Македонския хусарски полк.
При закриването на Запорожката Сеч през 1766 година е създаден Втория български хусарски полк. С Указ от 28 юни 1773 г. народностните и географски названия на полковете били премахнати. Дотогава съществуващите Грузински, Илирийски, Сръбски, Български, Далматински, Влашки, Молдавски, Македонски и Унгарски хусарски полкове са закрити. Те започнали да се наричат по името на градовете, където били разпределени. Така Българският и Сръбският полк получили името Олвиополски, а Македонският и Далматинският – името Александрийски.